# Novosibirsk
Novosibirsk ([nəvəsʲɪˈbʲirsk]ⓘ en ruso: Новосибирск, Novosibírsk ‘Nueva Ciudad de Siberia’) es una ciudad ubicada en el centro-sur de Rusia, capital del óblast homónimo y del distrito federal de Siberia. Con 1 612 833 habitantes en 2018 es la tercera más poblada del país, por detrás de Moscú y San Petersburgo.
Está situada en la meseta de Obi, a orillas del río Obi, cerca del embalse de Novosibirsk formado por la represa de la central hidroeléctrica homónima, y es considerada el centro científico, cultural, industrial, de transporte y financiero de Siberia.
Fundada en tiempos del Imperio Ruso en 1893 como un asentamiento de los constructores del puente ferroviario sobre el río Obi, la actual Novosibirsk recibió un importante impulso en su desarrollo como ciudad tras la construcción del ferrocarril Transiberiano. Entre 1893 y 1925 fue conocida como Novonikoláyevsk (Ново-Николаевск), en honor del zar Nicolás II. Tiene la estación de tren más grande a lo largo de la ruta del Transiberiano, la mayor biblioteca pública de Siberia y el teatro de ópera y ballet más grande de Rusia, superando incluso al famoso Teatro Bolshói de Moscú. También se encuentra en Novosibirsk la catedral de San Alejandro Nevski, considerada uno de los más finos ejemplos de la arquitectura de la Iglesia ortodoxa rusa.
Además de ser la tercera ciudad más poblada del país, Novosibirsk cuenta con un área metropolitana de casi dos millones de habitantes, la séptima aglomeración urbana de Rusia. La ciudad tiene una superficie de 506,67 km² y está dividida en diez distritos administrativos. La distancia desde Novosibirsk a la capital, Moscú, es de 3.191 kilómetros. La ciudad cuenta con el Aeropuerto Internacional de Novosibirsk y un sistema de metro inaugurado en 1986, en los últimos años de la Unión Soviética, con dos líneas en servicio.

## Historia
El emperador Alejandro III de Rusia creyó necesario realizar una vía ferroviaria que conectara la región de Siberia con el resto del país; eso dio comienzo a la construcción del ferrocarril Transiberiano.

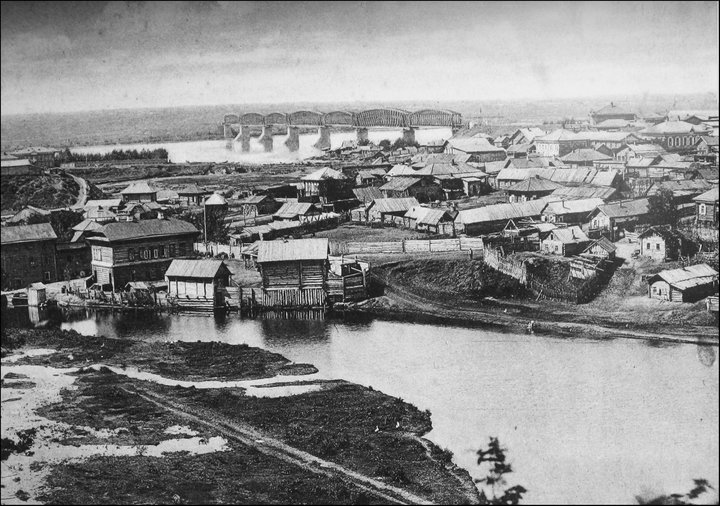
Novonikoláyevsk en 1897, con el puente ferroviario al fondo.

Se consideró que la vía férrea cruzaría el río Obi cerca de la antigua ciudad de Kolyván, pero finalmente se decidió que se construiría un puente en la ciudad Krivoschókovo. Se necesitarían muchos hombres para construir este puente, y eso dio paso al crecimiento del asentamiento de Novonikoláyevsk, como era llamada antes la ciudad de Novosibirsk, por lo cual se convirtió en los años siguientes en uno de los pueblos más grandes de la parte asiática de Rusia.

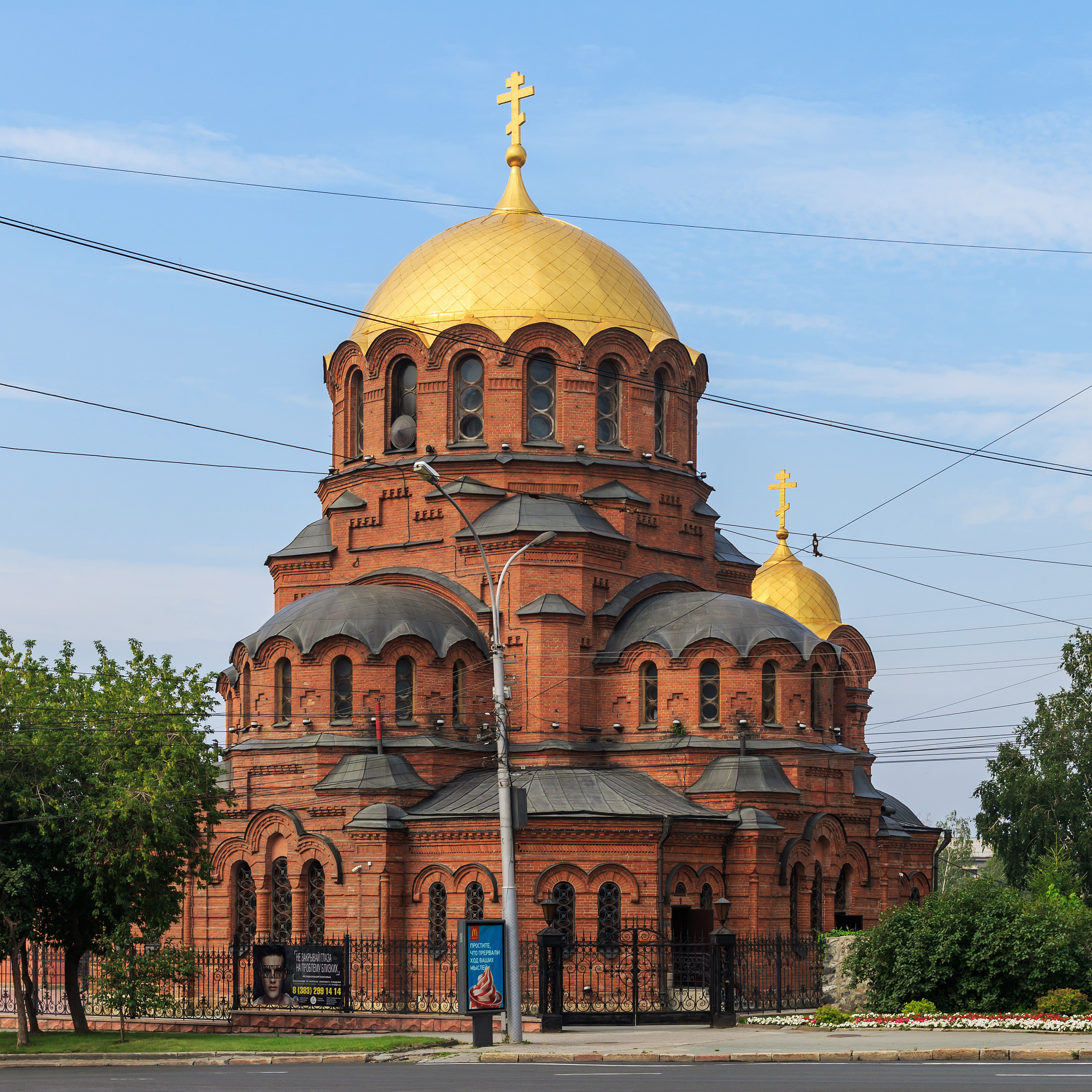
La Catedral de San Alejandro Nevsky de Novosibirsk

En la primavera de 1897, el puente sobre el río Obi fue abierto al tráfico. En ese tiempo concluyó la construcción de la estación de ferrocarril, los depósitos y los talleres. Después de eso, muchos constructores dejaron el pueblo para construir otros lugares, pero el asentamiento no desapareció, ya que muchas personas venían de los pueblos y aldeas cercanas por la gran cantidad de granos que llegaba por la vía férrea. Gracias al intercambio y florecimiento de nuevos negocios, el pueblo se convirtió en una gran ciudad; Novonikoláyevsk recibió oficialmente el estatus de ciudad en diciembre de 1903.
Novonikoláyevsk pronto se convirtió en el lugar donde se concentraría el capital bancario. Aunque en 1906 había solo una institución bancaria en la ciudad, el Siberian Bank, en 1915 ya se contaba alrededor de cinco bancos comerciales.
Después de la Revolución de febrero, Novonikoláyevsk tenía un gran centro comercial e industrial, en donde estaban asentadas fábricas de fundición de acero, bancos, empresas de transporte y comerciales, cerca de siete iglesias ortodoxas, una iglesia católica, varios cines, 40 escuelas y una universidad. Es correcto decir que Novonikoláyevsk fue el primer pueblo en Rusia que aceptó la educación primaria obligatoria impuesta en 1913.
Novonikoláyevsk continuó un seguro y exitoso desarrollo, aún en los trágicos años (1915–1917) que sufrió Rusia. Los negocios, en comparación con las otras ciudades rusas, estaban abastecidos de productos esenciales como pan, carne, granos y grasas. Los mercaderes de Novonikoláyevsk, que se volvieron muy ricos por proveer al ejército, pensaban ahora en la construcción de un tranvía para la ciudad.
El 17 de abril de 1917 Novonikoláyevsk se convirtió en una ciudad del condado de la provincia de Tomsk. En este momento, había 107.129 habitantes, de los cuales 58.987 eran mujeres y 48.142 hombres, mientras que la nobleza hereditaria contaba con 152 habitantes y el clero con 141. Los habitantes también discutían sobre la creación de la Casa para Inválidos, y esto se convirtió en algo más interesante que la turbulenta guerra y revolución que azotaba a Rusia. Quizá esa sea la razón por la cual los habitantes aceptaron sin ningún entusiasmo el mensaje sobre los bolcheviques, quienes llegaron al poder en la capital de Rusia.
Sin embargo, la ciudad no estuvo libre del cataclismo social que reinaba en esa época. En mayo de 1918, el pueblo fue capturado por el Ejército Blanco y los prisioneros de guerra checoslovacos, Novonikoláyevsk se convirtió en un importante centro estratégico para el ejército del zar, pero en diciembre de 1919 cayó en manos del Ejército Rojo. La cruel guerra civil trajo terribles epidemias de tifus y cólera, que provocaron la pérdida de muchísimas vidas. Por primera vez en la historia de Novonikoláyevsk el número de habitantes decreció considerablemente.

### Era soviética
La ciudad revivió en 1921 al comienzo de la nueva política impulsada por el gobierno soviético de Lenin. Desde ahora Novonikoláyevsk volvió a convertirse en un importante centro comercial, industrial y de transporte. Los trabajadores que huyeron a las aldeas cercanas durante la guerra civil, volvieron a trabajar en los depósitos y fábricas. Pronto la administración política y regional llegó desde Omsk hasta Novonikoláyevsk. En 1925 se formó la vasta Región Siberiana, donde Novonikoláyevsk se convirtió en el más importante centro administrativo.

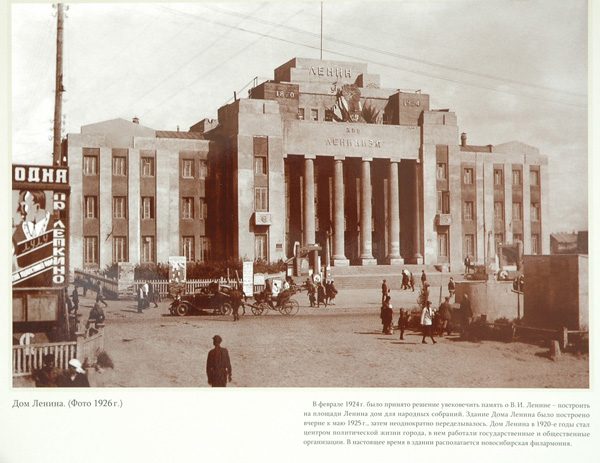
Casa de Lenin en 1926.

En 1926 la ciudad cambió al nombre con que se la conoce actualmente, Novosibirsk, que significa "Nueva ciudad de Siberia", ya que el nombre antiguo fue puesto en honor al zar Nicolás. El estatus de centro administrativo de Siberia influyó mucho en la apariencia de la ciudad. Monumentales edificios empezaron a aparecer en las calles de la ciudad, como la Casa de Lenin, el Palacio del Trabajo, Sibrevkom (Comité Revolucionario de Siberia), y otros edificios construidos bajo los proyectos de arquitectos siberianos.

La plaza de Lenin y el Teatro Académico de la Ópera y Ballet Estatal de Novosibirsk.

En los años de la industrialización durante el mandato de Stalin, la ciudad mutó de un centro comercial hacia el centro industrial de Siberia. Se construyeron muchas fábricas, como plantas procesadoras de metales, una gran central eléctrica, plantas procesadoras de alimento y otras diversas fábricas y plantas industriales. Además, comenzó a desarrollarse considerablemente el sector científico con la creación de la Sociedad para el Estudio de Siberia y de sus fuerzas productivas (MTI) o el Departamento de Siberia de Ciencia y Tecnología en 1928. Gran parte del impulso económico de la ciudad procedió de la construcción del ferrocarril Turquestán-Siberia, que se inició en 1927 y fue completada en enero de 1931 con la construcción de la línea ferroviaria de Novosibirsk-Léninsk-Kuznetsk en 1934 y la ciudad se convirtió en un importante centro de la Rusia asiática. En 1932–1933 cuando una terrible hambruna castigó al centro de Rusia, más de 170.000 refugiados llegaron a Novosibirsk.
En el período de posguerra, la ciudad fue reconstruida y ampliado las instalaciones existentes con la construcción de nuevas empresas como Sibelectrotyazhmash, Siblitmash o Sibelektroterm. Se produjo una importante inversión y desarrollo posterior en energía eléctrica, transporte, comunicación e industrias alimentarias. Especialmente sólida fue la industria de la construcción, que permitió una fuerte demanda de vivienda y actividades socioculturales.
En 1957 los tranvías fueron puestos en las calles de la ciudad, en ese año ya había 287.000 habitantes y era un instrumento indispensable para el transporte de la población. Sin embargo, Novosibirsk empezó a tener un complejo arquitectónico integrado sólo después de 1955, cuando fue construido el puente Kommunalny, que cruza el río Ob. El 18 de mayo de 1957 el Consejo de Ministros aprobó una resolución para la creación en Novosibirsk de la rama siberiana de la Academia de Ciencias de la URSS.
Aún en 1957, se empezó a construir edificios para albergar un centro científico en una zona alejada del centro de la ciudad, a esta parte a un costado del río Ob, se lo llamó Akademgorodok. Esta nueva parte de la ciudad incluyó 14 centros de investigación, una universidad y edificios públicos. El territorio de Novosibirsk se extendió más y más, la población fue aumentando. Al principio de los años 1960 la ciudad ya contaba con más de un millón de habitantes. En los años subsecuentes se construyeron los centros científicos de la Facultad de Medicina y la Facultad de Agricultura.
El medio ambiente de la ciudad fue cambiando por los asentamientos industriales. A mediados de los años 1950 la estación hidroeléctrica con 400 MW de potencia fue construida al costado de Novosibirsk. Esto causó la creación de un nuevo embalse, el embalse de Novosibirsk. Desafortunadamente la estación eléctrica no resolvió el problema de energía, y trajo como consecuencias otros problemas más, como la inundación de tierras fértiles y depredación de varios bosques de pinos.
La construcción del Metro de Novosibirsk comenzó en 1979 y la primera línea fue abierta en 1986. En los años 1990 cuando la crisis económica que afectó a la Unión Soviética paralizó varias ciudades, Novosibirsk siguió desarrollándose. Bancos, mercados, y empresas privadas aparecieron en la ciudad. Tras la caída de la Unión Soviética, Novosibirsk siguió siendo una de las tres primeras ciudades de Rusia. Pese a ello, no estuvo exenta de las crisis económicas que volvieron a sufrir, esta vez, con el nuevo estado postsoviético, la Federación de Rusia.

### Era postsoviética
En los primeros años del nuevo milenio, Novosibirsk sigue desarrollándose. Nuevos edificios se construyen, hay varios centros comerciales, artísticos y de entretenimiento. La arquitectura aún conserva el estilo soviético. Se puede observar en los edificios públicos los escudos de la antigua Unión Soviética, los viejos trolebuses por el centro de la ciudad y una línea de tranvía. Pero nuevos edificios, torres y complejos de departamentos van apareciendo con un estilo moderno y europeo, a la vez que se van ampliando los diferentes medios de transporte. A principios del 2005 se empezó a ampliar la estación central de ferrocarriles, ahora contará con otro edificio, que se complementará con el ya existente, y a fines del 2005 se inauguró una nueva estación de metro.
Lugares famosos en Novosibirsk: la capilla de San Nicolás, Teatro Académico de Novosibirsk, y muchos otros monumentos históricos y culturales.
Entre las industrias destacan las manufacturas y la metalurgia.

## Geografía
La ciudad de Novosibirsk se encuentra en la parte sudeste de la llanura de Siberia Occidental en la meseta de Ob, junto al valle del río Obi, cerca del embalse de Novosibirsk formado por la represa de la central hidroeléctrica de Novosibirsk, en la intersección de las zonas de bosque y la estepa. La orilla izquierda de la ciudad tiene un terreno plano, mientras que el margen derecho se caracteriza por múltiples crestas y barrancos, ya que aquí comienza la transición hacia el relieve montañoso de Salair.

### Clima
El clima de Novosibirsk es frío continental (Koppen Dfb), con inviernos muy severos y veranos suaves. Las nevadas son frecuentes y se extienden a prácticamente todo el invierno. Las temperaturas medias en verano varían desde los 14 °C hasta los 25 °C, y en invierno desde los −21 °C hasta los −9 °C de media. Sin embargo, las temperaturas invernales pueden desplomarse hasta los −30 °C o −35 °C y en verano pueden alcanzar los 35 °C. La diferencia entre la temperatura mínima y la más cálida es de 88 °C. La mayor parte de los días son soleados exceptuando en invierno, con una media de 2041 horas de sol al año.
| Parámetros climáticos promedio de Novosibirsk (normales 1991–2020, extremos 1930–presente) | Parámetros climáticos promedio de Novosibirsk (normales 1991–2020, extremos 1930–presente) | Parámetros climáticos promedio de Novosibirsk (normales 1991–2020, extremos 1930–presente) | Parámetros climáticos promedio de Novosibirsk (normales 1991–2020, extremos 1930–presente) | Parámetros climáticos promedio de Novosibirsk (normales 1991–2020, extremos 1930–presente) | Parámetros climáticos promedio de Novosibirsk (normales 1991–2020, extremos 1930–presente) | Parámetros climáticos promedio de Novosibirsk (normales 1991–2020, extremos 1930–presente) | Parámetros climáticos promedio de Novosibirsk (normales 1991–2020, extremos 1930–presente) | Parámetros climáticos promedio de Novosibirsk (normales 1991–2020, extremos 1930–presente) | Parámetros climáticos promedio de Novosibirsk (normales 1991–2020, extremos 1930–presente) | Parámetros climáticos promedio de Novosibirsk (normales 1991–2020, extremos 1930–presente) | Parámetros climáticos promedio de Novosibirsk (normales 1991–2020, extremos 1930–presente) | Parámetros climáticos promedio de Novosibirsk (normales 1991–2020, extremos 1930–presente) | Parámetros climáticos promedio de Novosibirsk (normales 1991–2020, extremos 1930–presente) |
| Mes                                                                                        | Ene.                                                                                       | Feb.                                                                                       | Mar.                                                                                       | Abr.                                                                                       | May.                                                                                       | Jun.                                                                                       | Jul.                                                                                       | Ago.                                                                                       | Sep.                                                                                       | Oct.                                                                                       | Nov.                                                                                       | Dic.                                                                                       | Anual                                                                                      |
| ------------------------------------------------------------------------------------------ | ------------------------------------------------------------------------------------------ | ------------------------------------------------------------------------------------------ | ------------------------------------------------------------------------------------------ | ------------------------------------------------------------------------------------------ | ------------------------------------------------------------------------------------------ | ------------------------------------------------------------------------------------------ | ------------------------------------------------------------------------------------------ | ------------------------------------------------------------------------------------------ | ------------------------------------------------------------------------------------------ | ------------------------------------------------------------------------------------------ | ------------------------------------------------------------------------------------------ | ------------------------------------------------------------------------------------------ | ------------------------------------------------------------------------------------------ |
| Temp. máx. abs. (°C)                                                                       | 4.1                                                                                        | 5.1                                                                                        | 14.4                                                                                       | 30.7                                                                                       | 36.1                                                                                       | 37.3                                                                                       | 36.4                                                                                       | 35.7                                                                                       | 33.2                                                                                       | 23.8                                                                                       | 11.7                                                                                       | 4.8                                                                                        | 37.3                                                                                       |
| Temp. máx. media (°C)                                                                      | -12.6                                                                                      | -9.2                                                                                       | -1.3                                                                                       | 9.6                                                                                        | 18.9                                                                                       | 23.8                                                                                       | 25.4                                                                                       | 23.1                                                                                       | 16.1                                                                                       | 7.9                                                                                        | -3.4                                                                                       | -9.9                                                                                       | 7.4                                                                                        |
| Temp. media (°C)                                                                           | -17.0                                                                                      | -14.4                                                                                      | -6.8                                                                                       | 3.6                                                                                        | 11.9                                                                                       | 17.6                                                                                       | 19.5                                                                                       | 16.9                                                                                       | 10.3                                                                                       | 3.3                                                                                        | -6.8                                                                                       | -13.9                                                                                      | 2.0                                                                                        |
| Temp. mín. media (°C)                                                                      | −21.2                                                                                      | −19.1                                                                                      | -11.9                                                                                      | -1.4                                                                                       | 5.7                                                                                        | 11.7                                                                                       | 13.9                                                                                       | 11.5                                                                                       | 5.7                                                                                        | -0.2                                                                                       | −10.1                                                                                      | −18.0                                                                                      | -2.8                                                                                       |
| Temp. mín. abs. (°C)                                                                       | −46.2                                                                                      | −46.3                                                                                      | −36.4                                                                                      | −29.0                                                                                      | −8.6                                                                                       | -2.0                                                                                       | 3.9                                                                                        | 0.2                                                                                        | −6.9                                                                                       | −26.4                                                                                      | −39.6                                                                                      | −45.7                                                                                      | −46.3                                                                                      |
| Precipitación total (mm)                                                                   | 25                                                                                         | 18                                                                                         | 20                                                                                         | 24                                                                                         | 37                                                                                         | 55                                                                                         | 68                                                                                         | 58                                                                                         | 46                                                                                         | 43                                                                                         | 39                                                                                         | 36                                                                                         | 469                                                                                        |
| Días de lluvias (≥ 1 mm)                                                                   | 1                                                                                          | 1                                                                                          | 2                                                                                          | 8                                                                                          | 13                                                                                         | 14                                                                                         | 14                                                                                         | 14                                                                                         | 16                                                                                         | 12                                                                                         | 5                                                                                          | 1                                                                                          | 101                                                                                        |
| Días de nevadas (≥ 1 mm)                                                                   | 23                                                                                         | 19                                                                                         | 15                                                                                         | 9                                                                                          | 3                                                                                          | 0.1                                                                                        | 0                                                                                          | 0                                                                                          | 1                                                                                          | 11                                                                                         | 20                                                                                         | 25                                                                                         | 126                                                                                        |
| Horas de sol                                                                               | 67                                                                                         | 107                                                                                        | 166                                                                                        | 213                                                                                        | 264                                                                                        | 302                                                                                        | 304                                                                                        | 245                                                                                        | 170                                                                                        | 100                                                                                        | 58                                                                                         | 45                                                                                         | 2041                                                                                       |
| Humedad relativa (%)                                                                       | 82                                                                                         | 81                                                                                         | 77                                                                                         | 65                                                                                         | 58                                                                                         | 66                                                                                         | 73                                                                                         | 75                                                                                         | 75                                                                                         | 78                                                                                         | 83                                                                                         | 83                                                                                         | 75                                                                                         |
| Fuente n.º 1: Pogoda.ru.net                                                                |                                                                                            |                                                                                            |                                                                                            |                                                                                            |                                                                                            |                                                                                            |                                                                                            |                                                                                            |                                                                                            |                                                                                            |                                                                                            |                                                                                            |                                                                                            |
| Fuente n.º 2: Instituto Meteorológico de Dinamarca (horas de sol 1931–1960)                |                                                                                            |                                                                                            |                                                                                            |                                                                                            |                                                                                            |                                                                                            |                                                                                            |                                                                                            |                                                                                            |                                                                                            |                                                                                            |                                                                                            |                                                                                            |

## Economía
Novosibirsk es uno de los principales centros industriales de la Federación Rusa. El complejo industrial está formado por 214 empresas industriales grandes y medianas. Representan más de dos tercios de la producción industrial total del óblast de Novosibirsk, con un total de 421.200 personas trabajando en el sector. Las industrias principales son la energía, gas, agua, metales, la metalurgia y la maquinaria, que representaron el 94% de la producción industrial total. Según novosibstata el 1 de enero de 2011 en Novosibirsk, el número de empresas ascendió a 132.071 unidades, y 43.402 empresarios individuales registrados. El comercio al por menor contó con un volumen de ventas en 2009 que ascendieron a 217.795,1 millones de rublos. El volumen de negocios de las empresas y organizaciones de todas las actividades importantes en 2009 ascendieron a 722.092,6 millones de rublos.
La ciudad es sede de varias empresas rusas más importantes, entre ellas la planta de concentrados químicos de Novosibirsk NPCC, una de las mayores empresas del combustible nuclear ruso; la empresa energética Novosibirskenergo, la compañía Ferrocarril de Siberia Occidental, el operador de telecomunicaciones Sibirtelecom, la Asociación de Producción de Aeronaves de Novosibirsk V.P. Chkalov, la empresa de ingeniería para la producción de maquinaria agrícola y equipos de minería Sibselmash o el MDM Bank, uno de los mayores bancos de Rusia.
En el sector de la construcción y urbanismo, el gobierno local construirá un total de 10.612 mil metros cuadrados en vivienda hasta 2015 y mantiene un programa de reconstrucción y modernización de viviendas en mal estado y, en general, un desarrollo integral de la infraestructura de la ciudad. Por su parte, el comercio es uno de los motores en la estructura industrial de la economía en Novosibirsk. En mayo de 1993, acogió la Asociación Mundial de Centros de Comercio Mundial.
El 30 de marzo de 2011 la agencia calificadora Standard & Poor's elevó la calificación de crédito a largo plazo de la ciudad de Novosibirsk de "BB-" a "BB" y la calificación en escala nacional a "ruAA". La perspectiva de la calificación era "estable".

## Educación
Novosibirsk cuenta con una de las principales universidades rusas, la Universidad Estatal de Novosibirsk (en ruso Новосибирский Государственный Университет), situada en el famoso complejo científico de Akademgorodok (Centro Científico de Novosibirsk, Sucursal Siberiana de la Academia de Ciencias de Rusia), en el que hay decenas de institutos de investigación, como la Escuela de Física y Matemáticas de la Universidad Estatal de Novosibirsk y la Escuela Superior de Informática de la NSU. No muy lejos de Novosibirsk, en la Ciudad de la Ciencia Koltsovo está el Centro de Investigación del Estado de Virología y Biotecnología VECTOR. En la localidad de Krasnoobsk se encuentra la rama siberiana de la Academia Rusa de Ciencias Agrícolas.
En total, Novosibirsk cuenta con 32 instituciones de educación superior (once universidades, ocho institutos y trece academias) y catorce sucursales de instituciones de educación superior de otras ciudades de Rusia (incluyendo de Moscú y San Petersburgo). La universidad más grande es la Universidad Técnica Estatal de Novosibirsk, en la que estudian más de 22 mil estudiantes.

### Universidades
- Universidad Estatal de Novosibirsk (NGU)
- Universidad Técnica Estatal de Novosibirsk (NGTU)
- Universidad Agraria Estatal de Novosibirsk (NGAU)
- Universidad Estatal de Arquitectura de Novosibirsk (NGASU)
- Universidad Médica Estatal de Novosibirsk (NGMU)
- Universidad Pedagógica Estatal de Novosibirsk (NGPU)
- Universidad Estatal de Novosibirsk de Economía y Gestión (NGUEU)
- Universidad Estatal de Siberia de Transportes (SGUPS)
- Universidad Estatal de Siberia de Telecomunicaciones e Informática (SibGUTI)
- Universidad de Siberia de Cooperativas de Consumo (SibUPK)
- Universidad Estatal de San Petersburgo de Administración y Economía (SpbUUE)

### Academias
- Academia Estatal de Novosibirsk de Transporte por Agua (NGAVT)
- Academia Estatal de Arquitectura y Arte de Novosibirsk (NGAHA)
- Conservatorio Estatal de Novosibirsk Glinka (COG)
- Academia de Siberia de Finanzas y Banca (SAFBD)
- Academia Estatal de Siberia de Geodesia (SGGA)
- Academia Siberiana de Administración Pública (SAPA)
- Academia de Siberia de Gestión de la Comunicación y Medios (SAUMK)
- Universidad Moderna de Humanidades (MUH)

### Institutos
- Instituto de Educación Abierta y a Distancia
- Instituto de Publicidad y Relaciones Públicas (IRSO)
- Instituto de Filología, Comunicación Social y Psicología (IFMIP)
- Instituto Militar de Novosibirsk
- Instituto Estatal de Teatro de Novosibirsk (NGTI)
- Instituto Humanitario de Novosibirsk (IGN)
- Instituto de Economía y Gestión de Novosibirsk (NIEM)
- Instituto de Economía, Psicología y Derecho de Novosibirsk (NIEPP)
- Escuela de Alto Mando Militar Superior de Novosibirsk (NVVKU)
- Instituto de Nueva Siberia (INE)
- Instituto Regional de Finanzas y Economía (RFEI)
- Instituto Siberiano de Relaciones Internacionales y Estudios Regionales
- Instituto Independiente de Siberia (SNI)
- Instituto Tecnológico de Novosibirsk de la Universidad Estatal de Moscú de Diseño y Tecnología (sucursal, ITS MSUDT)
- Instituto de Derecho de Novosibirsk de la Universidad Estatal de Tomsk (sucursal)
- Instituto de Sistemática Animal y Ecología (sucursal de la Academia de Ciencias)[17]

## Cultura
Novosibirsk es uno de los centros culturales reconocidos de Rusia, donde hay activos muchos sindicatos creativos y asociaciones que han desarrollado una red de organizaciones culturales que emplea a más de 700 equipos creativos. En Novosibirsk existen ocho instituciones profesionales de teatro. Entre ellos destaca el Teatro Académico Red Torch de Novosibirsk, el Teatro Académico de Ópera y Ballet Estatal de Novosibirsk, el Teatro Académico Juvenil Globus, el Teatro Dramático de la Ciudad bajo la dirección de Sergei Afanasiev.
La Filarmónica Estatal de Novosibirsk se ubica en la Casa de Lenin, fue fundada en 1937 y está formada por quince compañías, entre ellas la Orquesta Académica Sinfónica de Rusia dirigida por Gintaras Rinkyavichusa, la Big Band Vladimir Tolkachev, el Coro de Cámara, el Cuarteto de la Filarmónica o el Conjunto de música antigua «Insula Magica». En 2006 se celebró el 50 aniversario del Conservatorio Estatal de Novosibirsk.
Existen varios museos, entre ellos el Museo de Bellas Artes que cuenta con 8000 muestras, y el Museo de Historia del Ferrocarril de Siberia Occidental.
También es lugar de nacimiento del célebre violinista Maxim Vengerov.

## Transportes

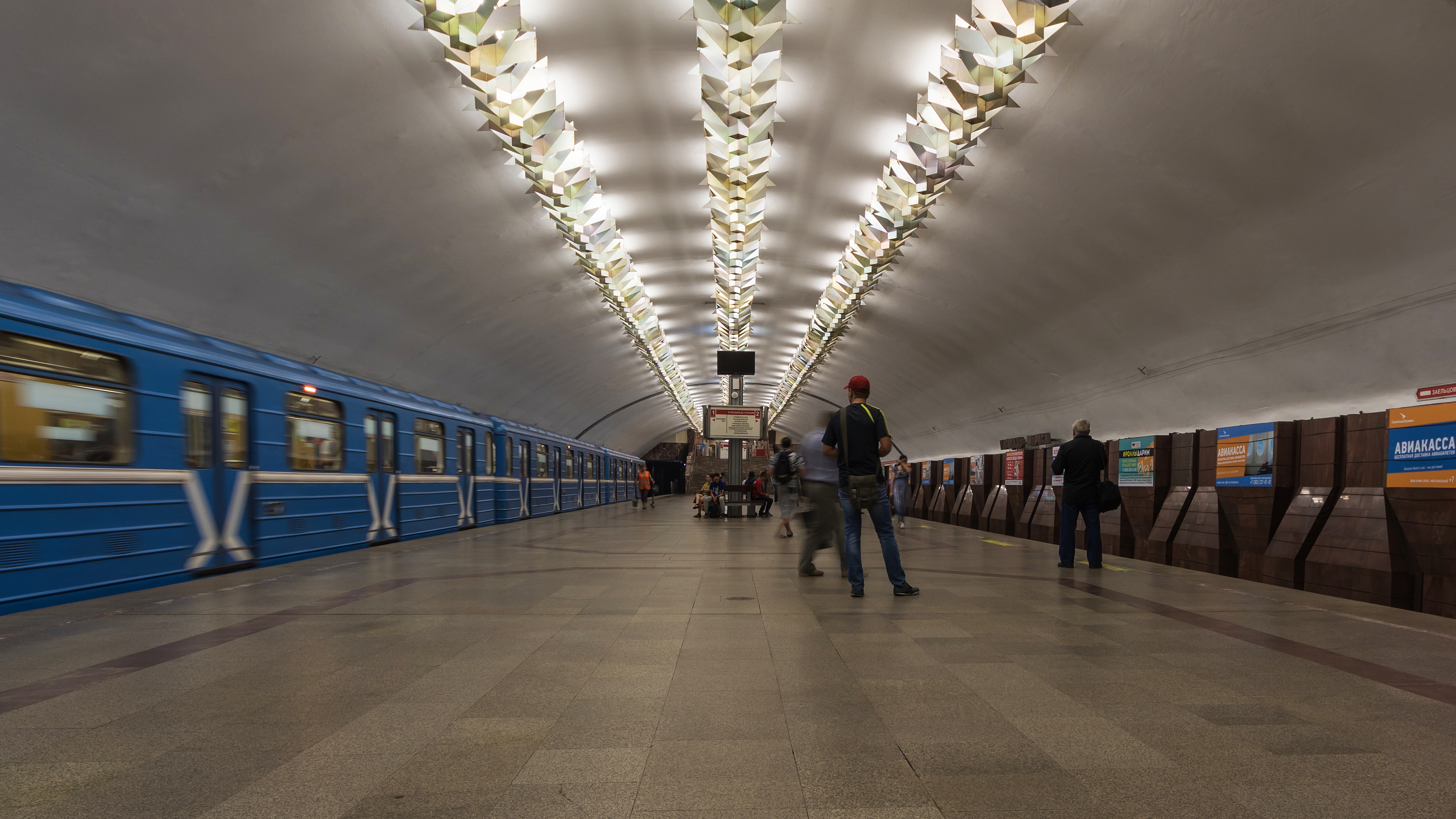
Metro de Novosibirsk

Novosibirsk es el mayor centro de transportes de Siberia y en la ciudad confluyen varias líneas de ferrocarril y carreteras, de las que destaca el ferrocarril Transiberiano, que hace parada en la estación de Novosibirsk. En Novosibirsk se encuentra la sede del ferrocarril de Siberia Occidental, una de las ramas siberianas de la empresa estatal Ferrocarriles Rusos. La situación de Novosibirsk es fundamental para el transporte ya que conecta Siberia, el Lejano Oriente, Asia Central y Rusia europea. Los flujos humanos y el comercio contribuye significativamente al desarrollo de la ciudad. Novosibirsk es también un puerto fluvial.
Existe una red de autobuses urbanos. El otro medio masivo utilizado en la ciudad es el metro (el único al este de los Urales), inaugurado en 1986. Cuenta con dos líneas en funcionamiento, totalizando doce estaciones, a fines de 2005 se inauguró la duodécima estación. Es la forma más rápida para desplazarse, pero está limitado al área central de la ciudad.
La intersección de las rutas marítimas y terrestres son un factor adicional en el crecimiento de la ciudad. El puerto fluvial se encuentra en las proximidades del famoso puente sobre el río Ob, en el área central de la ciudad. La navegación por el Ob consiste en el transporte de mercancías en tránsito a través de distancias largas, transporte local de pasajeros y la extracción de arena. Las rutas turísticas del río ya sólo existen en Tomsk y Zavyálovo.
Por último, el Aeropuerto Internacional Tolmachevo, con vuelos regulares a otras partes de Rusia, Europa y Asia.

## Ciudades hermanadas
- Changchun
- Daejeon
- Doncaster
- Mineápolis
- Minsk
- Sapporo
- Varna